# Sabine Meyer
Sabine Meyer (Crailsheim, Baden-Württemberg, 30 de marzo de 1959) es una clarinetista alemana de música clásica.

## Síntesis biográfica
Meyer comenzó a tocar el clarinete muy joven. Su primer maestro fue su padre, también clarinetista. Estudió con Otto Hermann en Stuttgart, y luego con Hans Deinzer en la Escuela Superior de Música y Teatro de Hannover, junto con su hermano Wolfgang Meyer, y quien luego sería su esposo, el clarinetista Reiner Wehle, quien trabajó luego en la Filarmónica de Múnich.
Comenzó su carrera como miembro de la Orquesta Sinfónica de la Radio de Baviera, y la Orquesta Filarmónica de Berlín, donde fue uno de los primeros instrumentistas de sexo femenino. 
Además de su trabajo como solista, Sabine Meyer es una intérprete comprometida con la música de cámara, y ha interpretado todos los estilos de música clásica. De 1993 a octubre de 2022 fue profesora en la Escuela Superior de Música de Lübeck.

## Discografía
- 1985-1986: Weber Concierto para clarinete N.º 1, Concierto para clarinete N.º 2, Concertino, con Herbert Blomstedt y la Dresden Staatskapelle, y Quinteo para clarinete con Jörg Faerber y la  Württembergisches Kammerorchester Heilbronn, EMI Classics 7243 5 67989 2 2.
- 1988: Mozart Quinteto para clarinete, con Wiener Streichsextett, EMI Classics 7243 5 67648 2 8.
- 1990: Mozart Concierto para clarinete, Sinfonía concertante en Mi mayor  K. 297b, con Hans Vonk y la Dresden Staatskapelle, EMI Classics 7243 5 66949 2 7
- 1995: Carl Stamitz Concierto para clarinete N.º 1, Concierto para clarinete N.º 7, Concierto para corno bajo, Concierto parea clarinete y fagot, con Sergio Azzolini (fagot) y Iona Brown y la Academy of Saint Martin in the Fields, EMI Classics 7243 5 55511 2 2.
- 1996: Una noche en la Ópera, con Franz Welser-Möst y la  Orquesta de la Ópera de Zürich, EMI Classics 7243 5 56137 2 1.
- 1999: Mozart Concierto para clarinete, Debussy Primenra Rapsodia, Takemitsu Fantasma/Cantos, con Claudio Abbado y la Orquesta Filarmónica de Berlín, EMI Classics 7243 5 56832 2 9.
- 1999: Brahms Quinteto para clarinete, con el Cuarteto Alban Berg, EMI Classics 7243 5 56759 2 7.
- 2007: Saint-Saëns Sonata para Clarinete, Poulenc Sonata para clarinete, Devienne Sonata para clarinete N.º 1, Milhaud Scaramouche, con Oleg Maisenberg, EMI Classics 0946 3 79787 2 6.
- 2007: Krommer Concierto para dos clarinetes, con Julian Bliss, Spohr Concierto para clarinete N.º 4,  y Kenneth Sillito con la Academy of San Martin in the Fields, EMI Classics 0946 3 79786 2 7.
- 2007: Nielsen Concierto para clarinete, Quinteto de vientos, con Simon Rattle y la Orquesta Filarmónica de Berlín, EMI Classics 0946 3 94421 2 6.
- 2008 Jazz Clazz, Timba Records
- 2009 Mozart y Bach: Adagios & Fugen, Avi
- 2010 Sabine Meyer - A Portrait, Warner Classics
- 2011 Mozart: Música de cámara con clarinete, EMI Music
- 2013 Mozart, Brahms: Clarinet Quintets, Sony Classical
- 2013 Mozart Arias, Sony Classical
- 2015 Mozart (Concierto para clarinete/ Sinfonia concertante), Warner Classics
- 2016 Fantasia, Sony Classical